# Caroline Bohé
Caroline Bohé (* 23. Juli 1999 in Hillerød) ist eine dänische Mountainbikerin, die im Cross-Country aktiv ist.

## Sportlicher Werdegang
Mit dem Radsport begann Bohé auf der Straße und auf der Bahn. Zum Mountainbikesport kam sie im Alter von 14 Jahren, als die dänische Nationalmannschaft eine Fahrerin für die Jugend-Mountainbike-Europameisterschaften suchte. Mit 16 Jahren gewann sie erstmals die dänischen Meisterschaften im Cross-Country XCO. Es folgten bei den Junioren zwei weitere nationale Titel sowie der Gewinn der Bronzemedaille bei den Europameisterschaften 2016 und 2017. Nach dem Wechsel in die U23 blieb sie zunächst unauffällig, lediglich mit der dänischen Staffel stand sie zweimal auf dem Podium der Europameisterschaften. Erst in der Saison 2021 schaffte sie ihren internationalen Durchbruch. Im U23-Weltcup beendete sie fünf der sechs Saisonrennen sowie die Gesamtwertung auf dem zweiten Platz hinter der dominierenden Mona Mitterwallner. Zudem gewann sie bei den Mountainbike-Weltmeisterschaften 2021 die Bronzemedaille im Cross-Country der U23 und wurde erstmals Dänische Meisterin in der Elite. Damit wurde sie für die Olympische Sommerspiele 2020 in Tokio nominiert und belegte dort im Cross-Country den 13. Platz.
Zur Saison 2022 wechselte Bohé vorzeitig in die Elite und etablierte sich sofort in der Weltspitze. Im Weltcup waren ihre besten Ergebnisse ein dritter Platz im Short Track XCC in Leogang sowie ein fünfter Platz über die olympische Distanz in Nové Město. Bei den Europameisterschaften wurde sie Fünfte im Cross-Country, bei den Weltmeisterschaften Neunte. Zum Abschluss der Saison belegte sie auch bei den Mountainbike-Marathon-Weltmeisterschaften 2022 den fünften Platz.
In die Saison 2023 startete Bohé mit einem Doppelsieg bei den nationalen Meisterschaften über die olympische Distanz und im Short Track. 2024 kam sie bei ihrer zweiten Olympiateilnahme auf den 15. Platz.
Neben dem Mountainbikesport startet Bohé jedes Jahr bei den nationalen Meisterschaften im Cyclocross, 2016 gewann sie mit 16 Jahren erstmals den Titel in der Elite, danach noch sechsmal. Auch auf der Straße war sie Teilnehmerin an nationalen und Weltmeisterschaften, blieb jedoch ohne nennenswerte Ergebnisse.

## Familie
Ihre Mutter Iben Bohé war ebenso Radrennfahrerin und von 2008 bis 2012 mehrfache Medaillengewinnerin bei den Dänischen Meisterschaften im Straßenrennen.

## Erfolge
| 2015 - Dänische Meisterin (Junioren) – Cross-Country XCO 2016 - Europameisterschaften (Junioren) – Cross-Country XCO - Dänische Meisterin (Junioren) – Cross-Country XCO 2017 - Europameisterschaften (Junioren) – Cross-Country XCO - Europameisterschaften – Staffel XCR - Dänische Meisterin (Junioren) – Cross-Country XCO 2018 - Europameisterschaften – Staffel XCR 2019 - Europameisterschaften – Staffel XCR 2021 - Weltmeisterschaften (U23) – Cross-Country XCO - Dänische Meisterin – Cross-Country XCO 2022 - Dänische Meisterin – Cross-Country XCO 2023 - Dänische Meisterin – Cross-Country XCO und Short Track XCC - Weltmeisterschaften – Staffel XCR 2024 - Desert Dash (2er-Mixed-Team) |  | 2016 - Dänische Meisterin 2019 - Dänische Meisterin 2020 - Dänische Meisterin 2021 - Dänische Meisterin 2022 - Dänische Meisterin 2023 - Dänische Meisterin 2025 Dänische Meisterin |